# Golos Truda
Golos Truda (em russo:  Голос Труда, em português:  A voz do labor) foi um jornal anarquista russo. Foi fundado por exiliados russos em Nova Iorque em 1911 e mudou-se para Petrogrado durante a Revolução Russa de 1917, quando os editores aproveitaram a amnistia geral e o direto de retorno para os dissidentes políticos e demais perseguidos pelo regime czarista. Ali, o jornal integrou-se no movimento operário anarquista local, advogando a necessidade duma revolução social por epara os trabalhadores e opôs-se a vários outros movimentos esquerdistas.
A toma do poder pelos bolcheviques marcou o começo da decadência do jornal. O novo governo tomou medidas cada vez mais repressivas em relação à literatura dissidente e, em geral, contra qualquer manifestação do anarquismo. Após alguns anos de publicação clandestina, os editores do Golos Truda foram finalmente expungidos pelo regime estalinista em 1929.

## Começos

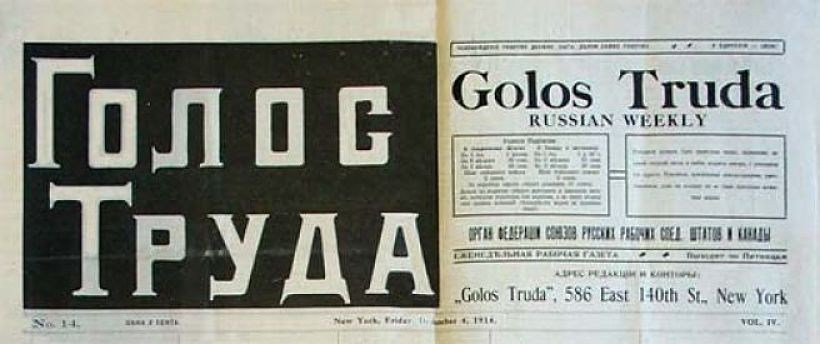
Cabeçalho da edição de 4 de Dezembro de 1914.

Após a repressão da Revolução Russa de 1905 e o exílio dos dissidentes políticos do Império Russo, os jornais russos em Nova Iorque cresceram e prosperaram. Entre as florescentes publicações encontramos vários jornais e revistas políticas sindicalistas, das quais Golos Truda fazia parte. Este último começou a ser publicado pela União dos Trabalhadores Russos nos Estados Unidos e no Canadá (em inglês:  Union of Russian Workers in the United States and Canada) em 1911, inicialmente de forma mensual. O jornal adaptou como ideologia o anarquismo na sua vertente sindicalismo, o anarcossindicalismo. Fusionou estas dous movimentos operários que emergeram do Congresso Anarquista Internacional de Amesterdão em 1907 e que chegaram à América do Norte através da influência do Trabalhadores Industriais do Mundo (em inglês:  Industrial Workers of the World). Os anarcossindicalistas rejeitavam a luta política nos orgãos estatais e o intelectualismo, considerando que os sindicatos eram as forças revolucionárias que iniciariam uma revolução social que findaria com o estabelecimento duma sociedade anarquista protagonizada pelo proletariado.
Após o a vitória da Revolução de Fevereiro, o Governo Provisório Russo declarou amnistia geral e ofereceu-se a sufragar e cobrir os gastos do retorno dos russos exiliados pela sua oposição ao czarismo. Assim, depois duma votação, toda a equipa editorial do Golos Truda deixou Nova Iorque e assentou-se em Petrogrado, onde continuaram o seu trabalho jornalístico. Em Vancouver, a 26 de Maio de 1917, os editores, juntamente com os artistas Ferrer Center e Manuel Komroff e outras treze pessoas, embarcaram rumo ao Japão; depois de chegar lá iam para a Sibéria e dali finalmente atravessá-la até chegar à Rússia europeia. Enquanto embarcados, os anarquistas tocaram música, deram conferências, representaram obras de teatro e até chegaram a publicar um jornal revolucionário, A jangada.

## Publicação na Rússia
Embora no princípio os bolcheviques não eram muito populares após a Revolução de Fevereiro–com o primeiro-ministro Aleksandr Kérenski, um liberal, a manter o apoio suficiente para sufocar um golpe de Estado, como o de Julho–aproveitaram a desordem e o colapso económico-social, as greves massivas e o escândalo de Kornílov para aumentar a sua popularidade e, posteriormente, controlar os conselhos operários, os sovietes. Voline lamentaria a lacuna de quase seis meses entre a Revolução de Fevereiro e o estabelicimento do Golos Truda na Rússia, considerando-o «uma grande e irreparável demora para os anarquistas»; agora, afrontavam uma situação muito complicada, com a maioria dos trabalhadores a seguir o poderoso e consolidado Partido Bolchevique, cuja propaganda tinha permeado por toda a sociedade operária e tinha dizimado os esforços anarquistas.
Em Petrogrado, o trabalho da nova publicação foi auxiliada pela nascente União para a Propaganda Anarcossindicalista, e o novo jornal aumentou consideravelmente o poder e força do movimento operário anarquista nessa cidade. A sua equipa editorial incluia Maksim Rayevsky, Vladimir Shatov (o linotipista), Voline, Gregori Maksimov, Alexander Schapiro, e Vasya Swieda.
A primeira edição semanal foi publicada a 11 de Agosto de 1917, com um editorial que expressou e afirmou vigorosamente a sua oposição ao programa e tácticas dos bolcheviques, dos mencheviques, dos Socialistas Revolucionários de Esquerda, dos Partido Socialista Revolucionário e outros. Destacou também que a concepção da acção dos anarquistas socialistas não se assemelhava em nada à dos socialistas marxistas. Declarou como o seu objetivo principal uma revolução que iria substituir o estado por uma confederação livre de «sindicatos agrícolas, sindicatos industriais, comitês de fábricas, comissões de supervisão e derivados por todo o país» de forma autónoma e autogestionária. Esta revolução seria «anti-estatista nos seus métodos de luta, sindicalista no seu conteúdo económico e federal na sua configuração político-territorial». Centrou a sua atenção nos comitês de fábrica, que tinham surgidos espontaneamente por todo o país após a Revolução de Fevereiro.
As primeiras edições continham o que Volin definiria mais tarde como «artigos claros e definidos acerca da forma na qual os anarcossindicalistas concebiam as tarefas construtivas da revolução vindoura», citando como exemplos «uma série de artigos sobre o papel dos comitês de fábrica; artigos sobre a responsabilidade dos sovietes e outros acerca da maneira de resolver a questão agrária, acerca da nova organização dos meios de produção e acerca da permutação». Publicou numerosos artigos sobre a greve geral mas também sobre as bourse du travail na França e acerca dos sindicatos. O jornal começou a ser publicado diariamente durante três meses após a Revolução de Outubro desse mesmo ano. Numa série de artigos, proclamou o mister de abandonar imediatamente a vanguardista ditadura do proletariado leninista e de permitir aos trabalhadores a liberdade sindical, de associação e de acção.
Embora Golos Truda criticou com severidade aos anarcocomunistas de Petrogrado por serem «românticos e ignorantes das complexas forças sociais da Revolução entre os trabalhadores fabris de Petrogrado que apoiavam os bolcheviques», as ideais da União e do seu jornal eram consideradas inusitadas e tiveram pouco êxito inicialmente. Apesar disso, o sindicato anarcossindicalista persistiu e continuou a aumentar a sua influência, focando os seus esforços através do jornal para chamar a atenção do público e fazer proselitismo, diferenciando-se doutras facções revolucionárias. A circulação do jornal continuou a aumentar na cidade e na sua província, com fortes e arraigados colectivos anarquistas em Kronstadt, Oboukhovo e Kolpino, onde eram também celebrados encontros. Em Março de 1918, os bolcheviques mudaram a sede do governo de Petrogrado para Moscovo e os anarquistas acompanharam rapidamente essa deslocação à nova capital, estabelecendo a gráfica da Golos Truda ali.

## Repressão e legado

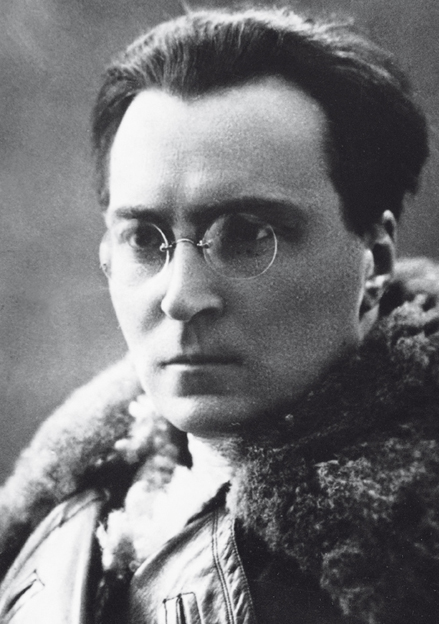
Victor Serge, antigo anarquista russo.

A 9 de Novembro de 1917, o Conselho do Comissariado do Povo emitiu um decreto no qual transigia aos bolcheviques o controlo sob toda a imprensa e o poder para fechar jornais dissidentes. Apos a supressão do Golos Truda pelo governo bolchevique em Agosto de 1918, G.P Maksimov, Nikolai Dolenko e Efim Yartchuk estabeleceram o Volny Golos Truda (em português:  A força livre do labor). No X Congresso do Partido Comunista Russo em Março de 1921, o líder bolchevique Lénine declarou a guerra à pequena burguesia e, em particular, aos anarcossindicalistas, o qual teve consequência imediatas: a Cheka fechou os locais de edição e as gráficas da Golos Truda em Petrogrado mas também a livraria do diário em Moscovo, onde todos seriam prendidos menos uma meia dúzia de anarquistas.
Apesar da proibição do jornal, o grupo do Golos Truda continuou e emitiu uma edição final na forma de díário, em Petrogrado e Moscovo em Dezembro de 1919. Durante a Nova Política Económica (1921–1928), a sua livraria e editorial em Petrogrado lançou várias obras, incluindo obras completas do proeminente teórico anarquista Mikhail Bakunin entre 1919 e 1922. Esta pequena actividade anarquista que o regime soviético tolerava findou em 1929, após a tomado do poder por José Estaline, fechando, de forma abrupta e violante, as livrarias do grupo Golos Truda em Moscovo e Petrogrado como parte duma acção repressiva. O diário também foi suprimido pelo Departamento Postal (em inglês:  Post Office Department) dos Estados Unidos, onde foi continuado por Khleb i Volya (em inglês:  Pão e liberdade), de ampla circulação, publicado por primeira vez a 26 de Fevereiro de 1919, que seria proibido nos Estados Unidos e no Canadá pela sua posição política anarquista.
O revolucionário russo Victor Serge–antigo anarquista, tornou-se bolchevique–descreveu Golos Truda como o grupo anarquista mais importante e mais influente de 1917, afirmou «no sentido de que era o único que possuia uma espécie de doutrina e uma valiosa agrupação de militantes» e disse que estes previram que a Revolução de Outubro «só podia acabar com a formação dum novo poder».